# Friedrich von der Goltz (General)
Friedrich Gustav Leopold Freiherr von der Goltz (* 17. August 1830 in Königsberg; † 8. März 1900 in Potsdam) war ein preußischer Generalleutnant und Kommandant von Rastatt.

## Leben

### Herkunft
Friedrich war ein Sohn des preußischen Generalleutnants Gustav von der Goltz (1801–1870) und dessen Ehefrau Albertine, geborene von der Goltz (1806–1864).

### Militärkarriere
Goltz absolvierte das Altstädtische Gymnasium in seiner Heimatstadt und trat am 30. September 1847 als Füsilier in das 1. Infanterie-Regiment der Preußischen Armee ein. Mit der Versetzung am 19. September 1848 in das 1. Dragoner-Regiment wechselte er die Waffengattung und avancierte Mitte Januar 1850 zum Sekondeleutnant. Ab April 1859 wurde Goltz Regimentsadjutant, stieg Mitte Mai zum Premierleutnant auf und war im Sommer 1859 während der Mobilmachung anlässlich des Sardinischen Krieges Adjutant der 1. Division. Nach der Beendigung des mobilen Verhältnisses war er Adjutant der 2. Kavallerie-Brigade. Unter Beförderung zum Rittmeister wurde Goltz am 21. Februar 1863 als Eskadronchef in das Königs-Husaren-Regiment (1. Rheinisches) Nr. 7 versetzt. In dieser Eigenschaft nahm er 1866 während des Krieges gegen Österreich an den Kämpfen bei Hühnerwasser, Münchengrätz und Königgrätz teil.
Nach der Waffenruhe wurde Goltz dem 1. Westfälischen Husaren-Regiment Nr. 8 aggregiert und als Adjutant beim Generalkommando des I. Armee-Korps kommandiert. Unter Belassung in dieser Stellung erfolgte Mitte September 1866 seine Einrangierung in das Regiment. Zudem erhielt er für sein Verhalten während des Krieges den Kronenorden III. Klasse mit Schwertern. Als Major und etatsmäßiger Stabsoffizier kam Goltz dann Mitte Oktober 1867 in das 1. Schlesische Husaren-Regiment Nr. 4 nach Ohlau. Er nahm 1870/71 während des Krieges gegen Frankreich an den Schlachten bei Sedan, Orléans und Le Mans sowie der Belagerung von Paris teil und erhielt beide Klassen des Eisernen Kreuzes.
Nach dem Friedensschluss beauftragte man Goltz am 15. Juli 1871 zunächst mit der Führung des 1. Badischen Leib-Dragoner-Regiments Nr. 20. Er avancierte Mitte August 1871 zum Oberstleutnant, wurde am 4. November 1871 zum Regimentskommandeur ernannt und am 22. März 1873 zum Oberst befördert. Unter Stellung à la suite des Regiments erfolgte am 12. November 1878 seine Ernennung zum Kommandeur der 6. Kavallerie-Brigade in Erfurt und Mitte Juni 1879 die Beförderung zum Generalmajor. Daran schloss sich ab dem 15. Mai 1883 eine Verwendung als Kommandant von Rastatt an. Goltz erhielt am 6. Dezember 1883 den Charakter als Generalleutnant und am 16. September 1885 das Patent zu seinem Dienstgrad. Anlässlich des Ordensfestes zeichnete ihn König Wilhelm I. im Januar 1887 mit dem Stern zum Roten Adlerorden II. Klasse mit Eichenlaub aus. Unter Verleihung des Kronenordens I. Klasse mit Schwertern am Ringe wurde Goltz am 19. September 1888 mit Pension  zur Disposition gestellt. Nach seiner Verabschiedung würdigte ihn der badische Großherzog Friedrich I. mit dem Großkreuz des Ordens vom Zähringer Löwen.
Er verfasste 1885 die Familiengeschichte.

### Familie
Goltz verheiratete sich am 22. Juni 1855 mit Johanna von Radecke (1833–1858) aus dem Hause Redden. Nach ihrem frühen Tod heiratete er am 10. Juni 1863 in Danzig Margarethe von Blumenthal (1839–1919), Tochter des Regierungspräsidenten Robert von Blumenthal. Aus den beiden Ehen gingen zehn Kinder hervor.

## Schriften
- Nachrichten über die Familie der Grafen und Freiherren von der Goltz. R. Schultz & Comp., Straßburg 1885. (Digitalisat)